# Aeroportul Mesa Del Rey
Aeroportul Mesa Del Rey (IATA: KIC, ICAO: KKIC, FAA LID: KIC) este un aeroport din California, Statele Unite ale Americii ce deservește zona King City⁠(d).
Situat la o altitudine de 114 m, aeroportul dispune de 1 pistă.

## Infrastructură

### Piste
Aeroportul dispune de o singură pistă. Pista 11/29 are suprafața de asfalt și dimensiunile 4.479 picioare × 100 picioare. 